# ميغيل دي بينا
ميغيل دي بينا هو لاعب كرة قدم برتغالي، ولد في 26 فبراير 1981 في لشبونة في البرتغال. لعب مع نادي النجم الأحمر سانت أوين.

## وصلات خارجية
- ميغيل دي بينا على موقع قاعدة بيانات كرة القدم.إي يو (الإنجليزية)
- ميغيل دي بينا على موقع Soccerway.com (الإنجليزية)